# 終電ちゃん
『終電ちゃん』（しゅうでんちゃん）は、藤本正二による日本の漫画作品。『週刊モーニング』（講談社刊）にて、第67回ちばてつや賞一般部門で入選した本作の読み切りが2015年32号に掲載され、同年40号からは月1回で連載。第52話以降、『月刊モーニングtwo』（毎月22日発売）およびweb・アプリ誌『週刊Dモーニング』（毎週木曜日配信）に連載が変わり、2020年11号にて完結。
最終電車を擬人化したキャラクター「終電ちゃん」が登場する漫画で、路線ごとに複数の終電ちゃんがいる。

## あらすじ
最終電車の駅や車内には人間ドラマがある。疲れてて、眠いのに、なんだか会えて嬉しい。厳しくも優しい終電ちゃんの活躍を描いた鉄道擬人化漫画作品。基本的に一話完結か前後編だが、複数のエピソードに登場するセミレギュラーといえるキャラクターも存在する。

### 終電ちゃんとは
作中では終電ちゃんの素性は語られることが無い。なぜなら本作の世界では終電ちゃんは「いるのが当たり前の存在」であるため誰も疑問を持たず、説明する必要も無いからである。
鉄道に関するアイテムを持つ幼女の姿をしており、何年たっても同じ姿で成長することはない。それぞれの鉄道路線に容姿や性格が異なる終電ちゃんが存在し、終電の屋根に乗車して各駅で乗客に対応する。一度終電に乗った客全員の名前を記憶しており、半世紀ぶりに出会った相手も見間違えることは無かった（#8）。他の終電ちゃんと区別する場合は「●●線の終電ちゃん」と呼ばれるが、当人たちは終電ちゃんという呼び名は使わず、互いを「●●線」と呼んでいる。50年前のエピソードでは中央線の終電ちゃんが「終電に座ってたから終電ちゃん」と呼ばれて戸惑っているため（#8）、それ以降に愛称として定着したらしい。
劇中で登場する列車は基本的に終電のため、終電以外の列車が運行している間に何をしているかは描かれない。ただし、電車の運行が終わった後の描写はあり、車両の屋根の上に布団を敷いて寝ていたり（#0）、ラーメン屋台（#12）やスナック（#26）などで過ごしたりといったオフの時間が存在する。年末年始の終夜運転で終電が存在しない時期を利用して、各路線の終電ちゃんが旅館に泊まるエピソードも存在する（#18）。また、京成電鉄キッズフェスタでは真昼の開催にもかかわらず、終電ちゃんたちが運営に参加している（#29）。風邪をひいてダウンしたこともあるため病気にもかかる模様（#15）。
通常は駅員や運転手と協力して終電を運行しているが、非常時には遠隔で非常ブレーキを操作したり（#3）、無人の車両を屋根の上から操作して特別列車を運行することも可能である（#0,#14,#27）。

## 登場人物

### 終電ちゃん
路線ごとに複数の終電ちゃんがおり、鉄道に関連する用具や機器を持ち歩くのが特徴。

#### 第1巻

##### 南関1
中央線の終電ちゃん
本作の主人公。中央線（高尾行き最終電車）を担当。
乗客に厳しく口は悪く、時折理不尽なことを言うが、乗客想い。乗客の名前を知っている模様で、乗客や駅員には呼び捨てで呼ぶ。背中に勾配標を背負っており、移動時は電車の上に乗る。また、終電後は電車の上で眠っている模様。
子供には弱いらしく、なつかれると困惑しつつも優しく対応する（赤ちゃんの名前すら、一人の個人と認めてすぐ覚える）。
目立つことを嫌っているために取材を拒否していたが、寺岡・香取の取材に応じた。
山手線の終電ちゃん
#2から登場。
山手線（品川行き最終電車）を担当。ゴスロリ服を身に纏い、手動式転轍機を引きずる。短気で生意気な性格で、中央線とは反りが合わず、しょっちゅうケンカになる。好物はラーメン。下戸。
寺岡に他の行きつけのラーメン店を教えたこともある。寺岡の取材を受けたが、彼が取材した雑誌での掲載が彼女よりも（密着取材された彼女が常連としている）ラーメン店がメインになったことに、憤慨した。
酔っぱらいは好きではなく、酔っぱらった寺岡の取材を断っている。
小田急線の終電ちゃん
#7から登場。
小田原線（経堂行き最終電車）を担当。服装は和服を身に纏い、腕木信号用のカンテラを持つ。中央線や山手線とは違い、温和で落ち着いた性格で、乗客にさん付けで呼ぶ。1人の乗客にロマンスカーの話題で和ませたことがある。
温泉卵を携帯しており、作中では乗客のお婆さんや隆にあげたことがある。系列百貨店で入手した鮭とばをご馳走するなど、乗客に食べ物を振る舞っている。

#### 第2巻

##### 関西1
大阪環状線の終電ちゃん
#10から登場。
大阪環状線（大阪行き最終電車）を担当。ツインテールの髪型が特徴で、関西弁で話す。背中には遮断機を背負い、片手にはハリセンを持っており、乗客の尻を叩いて叱責する（ただし、圭一に指摘されてからは痔疾の人に対してはたたかないようにしている）。ハリセンは開くと時刻表になる。中央線を「姉御」と慕っている。
1970年の万博期間における乗客対応で阪急三姉妹（の終電ちゃん）と衝突、蒸発して仁の運転する貨物列車に飛び乗り東京へ行き、中央線の乗客対応を手伝いながら仁の文通相手・真琴を探し、中央線を慕うようになった。阪急も万博対応で反省し、（中央線の説得で）大阪へ戻った彼女と和解した。

##### 東海1
東海道新幹線の終電ちゃん
#11から登場。
東海道新幹線（東京行き最終列車）を担当。胸と腰に巨大なリボンを身に纏い、背中にシングルアーム型パンタグラフを背負う。物腰柔らかな性格で、令嬢のような口調で話す。また、乗客にシンデレラ・エクスプレスの話題で和ませたことがある。
母の急病で修学旅行から切りあげて帰京したよし子をフォローした。

##### 九州1
佐世保線の終電ちゃん
#14から登場。
佐世保線を担当。手歯止めを持つ。ポニーテールの髪型が特徴で、穏やかな性格。終電後、無人駅で寝過ごした乗客を乗せようと近隣路線まで巡回するため寝不足気味。
寺岡も彼女のお陰で佐世保に戻ることが出来た。
西九州線の終電ちゃん
#14から登場
松浦鉄道西九州線を担当。佐世保線の妹。姉と同じく手歯止めを持つ。姉とは対照的に眼鏡にツインテールの髪型が特徴。性格は姉とは正反対で、口が悪く乗客に厳しい。お酒は弱い。また、酔うとテンションが上がる。
山手線同様、寺岡を「寺岡」と呼ぶ（酔うと「ぺら岡」と訛る）。また、寺岡が「ちゃんぽんの取材」も併せてしていることを知ると、地元の「平戸ちゃんぽん」をご馳走している。

##### 北海道
函館本線の終電ちゃん
函館本線を担当。厚手のコートにスノーブーツを履いており、手には十能を持つ。車内には石油ストーブが常備されている。本編では第9巻のみ登場、寺岡のルポ本によれば「ジンギスカン鍋」が大好物。その本を読んだ圭一が実際に食べるところを見た。落ち込んでいる札沼線と圭一・雪奈を心配している。

#### 第3巻

##### 南関2
井の頭線の終電ちゃん
#15から登場。
井の頭線を担当。遠方信号機を担ぐ。
南武線の終電ちゃん
#15から登場。
南武線（立川行き最終電車）を担当。背中にタイフォンとエアータンクを背負う。酒好きで中央線の体調が回復したことを知ると乗客と乾杯するなどノリが良い性格。大晦日は南武線に終夜電車が無いことに毎回文句を言いつつも乗客と酒盛りをしている。
大江戸線の終電ちゃん
#16から登場。
大江戸線（光が丘行き最終電車）を担当。レールベンダーと懐中時計を持つ。動きが非常に速い。以前、他の路線との終電接続した際に発車が遅れ乗客に迷惑をかけてしまったため、発車時刻の厳守を第一に考えており、乗り遅れた乗客には「乗り遅れた方が悪い」と辛辣な態度を取る。そのため、よく終電接続を要請してくる中央線とは折り合いが悪かった。

##### 毛野1
常磐線の終電ちゃん
#18から登場。
常磐線を担当。ビーター（つるはし）を持つ。山手線と良く喧嘩をしている。

##### 中国1
広島電鉄の終電ちゃん
#19から登場。
路面電車・広島電鉄本線（宮島口行き最終電車）を担当。移動式の運賃箱を持つ。大きながま口財布を肩から下げており両替をしてくれる。乗客対応の他、周囲を走行する車への注意喚起、終電を忘れている酔客の回収のため繁華街を巡回したりするなど、非常に忙しい。

##### 北陸1
上越線の終電ちゃん
#20から登場。
上越線を担当。イヤーマフを兼ねたヘッドフォンとフード付きコートを羽織り、晴れた日も光沢のある少女用長靴を履いている。背中に絶縁除雪操作棒などを背負う。雪奈とはスキー場で面識があり、雪奈と圭一をくっつけようとする。苗場のロックフェスにも出かけて行く。沿線に生息する動物を移動手段として電車に乗せてあげたりしている。雪奈に振られた川口と、同じくフェス来客の真紀をくっつけようとする。

#### 第4巻

##### 南関3（京成電鉄1）
スカイライナー（成田スカイアクセス線）の終電ちゃん
スカイライナー（成田スカイアクセス線）を担当。イブニングライナーの妹。ツインテール（水色）の髪形が特徴。マイク付きのメガホンを持つ。
イブニングライナー（京成本線）の終電ちゃん
イブニングライナー（京成本線）を担当。スカイライナーの姉。スカイライナーと同じく、ツインテール（赤色）の髪形が特徴で、マイク付きのメガホンを持つ。欧米人のノリをしている。

##### 北陸2
北陸新幹線の終電ちゃん
北陸新幹線を担当。よしこが母の急病で東海道新幹線にて東京へ戻ったことを回想した際、東海道新幹線の終電ちゃんと一緒に登場。
上越新幹線の終電ちゃん
上越新幹線を担当。

##### 奥羽1
山形新幹線の終電ちゃん
山形新幹線 を担当。
秋田新幹線の終電ちゃん
秋田新幹線 を担当。
東北新幹線の終電ちゃん
東北新幹線を担当。

##### 南関4
ゆりかもめの終電ちゃん
ゆりかもめを担当。カメラを持っている。
上越線同様、デート中の圭一と雪奈をとりもち、中央線へのとりつぎで二人を無事に家へ帰した。

##### 中国2
清輝橋線の終電ちゃん
清輝橋線を担当。せっちゃんと呼ばれている。
東山線の終電ちゃん
東山線を担当。性格はマイペース。
宇野みなと線の終電ちゃん
宇野みなと線を担当。うっちーと呼ばれている。絵を描くのが上手。
山陽本線の終電ちゃん
山陽本線を担当。さっちゃんと呼ばれている。せとちんが窮地になったとき、真っ先に救援にかけつけてきた。
津山線の終電ちゃん
津山線を担当。他の岡山の終電ちゃんと同様に行きつけのバー「終着駅」に通っている。
（取材して、他の終電ちゃんと区別がつかない）寺岡に「名前を間違えるな」と突っ込みを入れる。
伯備線の終電ちゃん
伯備線を担当。
瀬戸大橋線の終電ちゃん
瀬戸大橋線を担当。せとちんと呼ばれている。
彼女の乗る電車が橋上で止まってしまい、他の岡山終電ちゃんや寺岡が救援にかけつける。
赤穂線の終電ちゃん
赤穂線を担当。
桃太郎線の終電ちゃん
桃太郎線を担当。寺岡に他の終電ちゃんと名前を間違えられ、津山線に（寺岡が）突っ込まれる。
山陽新幹線の終電ちゃん
山陽新幹線を担当。よっしーと呼ばれている。

#### 第5巻

##### 南関5（京成電鉄2）
東成田線の終電ちゃん
東成田線を担当。京成電鉄キッズフェスタのスタンプラリーではミニスカイライナーのアトラクションを担当。
千原線の終電ちゃん
千原線を担当。京成電鉄キッズフェスタのスタンプラリーでは千葉線とクイズやなぞなぞを出していた。一人称は「僕」。
千葉線の終電ちゃん
千葉線を担当。京成電鉄キッズフェスタのスタンプラリーでは千原線とクイズやなぞなぞを出していた。
押上線の終電ちゃん
押上線を担当。京成電鉄キッズフェスタのスタンプラリーでは非常通報ボタン体験コーナーを担当。京急本線と都営浅草線も担当している（後述）。
金町線の終電ちゃん
金町線を担当。京成電鉄キッズフェスタのスタンプラリーでは車体吊上げのイベントの説明を担当。

##### 南関6（京王電鉄1）
京王線の終電ちゃん
京王線を担当。レコード会社のプロデューサーの目に留まり「愛の終電物語」というレコードを出したことがある。
#59では、乗客による恋愛問題を中央線の終電ちゃんから相談される。

##### 中国3
三江線の終電ちゃん
三江線を担当。2018年3月31日に三江線が廃線となり、ラストラン終電の運行後に姿を消した。

#### 第6巻

##### 南関7
京浜東北線の終電ちゃん
京浜東北線を担当。多数の路線との終電接続の調整でイライラしていた山手線の終電ちゃんに皮肉を言った。
京急線・都営浅草線・京成押上線の終電ちゃん
同じ終電の京浜急行電鉄本線・都営浅草線・京成押上線を担当している、同一人物。
ただ、制服・制帽・持ち物は所属路線で変更して駅員に渡して、同一人物でわからないようにしていたが真紀と佳菜恵には知られてしまった（内緒という事なので二人とも自分たちだけの秘密という事にした）。

##### 東海2
駿豆線の終電ちゃん
伊豆箱根鉄道駿豆線を担当。伊豆急行線の連絡を受けて、香取の持っていたカメラが寺岡のものであることを見抜き、伊豆急行線と連携して香取、寺岡を合流させた。
伊豆急行線の終電ちゃん
伊豆急行線を担当。寺岡の持っていたカメラにキーホルダーがついていたことに気づいて話すと、寺岡と香取が名刺交換の時にカメラを取り違えたことに気づき、駿豆線とともに連携する。

##### 南関8
京葉線の終電ちゃん
京葉線を担当。少々気弱な性格の様子。山手線には頭が上がらない。
京浜東北線の終電ちゃん
京浜東北線を担当。きつい言い方になる山手線にクレームをつける。

##### 関西2
阪急三姉妹
各々、阪急宝塚線・阪急神戸線・阪急京都線を担当する終電ちゃんで、1970年は万博関連での乗客対応に追われていた。
メディアや乗客から「三姉妹」と呼ばれるが、血のつながりは不明である。
黒髪小柄である長女「宝塚線」がジスコン棒を、無表情な次女「神戸線」と笑顔の三女「京都線」が点滅型無線信号発光機を持っている。大概、長女「宝塚線」がリーダーとして「神戸線」「京都線」に指示を出す。
神戸線と京都線は表情と髪型の向きを除けば制服、制帽、背格好（金髪など）そっくりで、次女・神戸線が左テール、三女・京都線が右テールの髪型で区別している。
万博対応にうんざりして泣き言を吐露した環状線に激怒、衝突してしまうが環状線に蒸発されてしまい、3人で手分けして環状線の万博対応に追われる羽目となり、反省。中央線の説得で帰阪した環状線と和解した。

#### 第7巻

##### 毛野2
高崎線の終電ちゃん
高崎線を担当。お喋りな性格。よく神戸線（JRか阪急かは不明）や中央線と談話をする。

##### 南関9
武蔵野線の終電ちゃん
武蔵野線を担当。沿線に多数の公営競技場があるため、賭け事が好きで乗客と競馬について話し込んだりする。
予想をするがあてたためしはないなど勝負ごとには負けてばかりだが、実際に掛け金を出した事が無いので経済的損失はない。また、当たらない終電ちゃんとして有名らしく、女子高生の間では彼女を抱きかかえると受験が通るという都市伝説がある。
すぐるに代わって赴任してきたよし子と仲良くなり、同じ寮の部屋に住むが新幹線運転士への栄転を快く喜ぶ。

##### 関西3
おおさか東線の終電ちゃん
おおさか東線を担当。物静かな性格。乗客が少ないため読書をしている。
大和路線の終電ちゃん
大和路線を担当。新たな路線の開業で混雑が予想されるおおさか東線を心配する。
御堂筋線の終電ちゃん
御堂筋線を担当。新大阪からの乗客を待たずに出発したおおさか東線に苦情を入れた。
学研都市線の終電ちゃん
学研都市線を担当。沿線に学校が多い路線らしく眼鏡に白衣、聴診器のいでたち。御堂筋線に頼まれて、おおさか東線の人探しに協力した。

##### 南海1
とさでんの終電ちゃん
とさでん交通の軌道線を担当。小田急や大和路線と同じく和服のいでたち、土佐弁を話す酒豪。
飲み比べで寺岡を酔い潰してしまい、香取が仇討ちをすることにした。引き分けとなったが、彼女は取材を受け入れた。
彼女との飲み比べで香取自身が酒好きであることを自覚し、「酒」にまつわる取材をすることにした。

##### 南関10（京王電鉄2）
京王新線の終電ちゃん
京王新線を担当していて、京王線（の終電ちゃん）の妹にあたる。
乗客はみな仕事疲れしていることを想定して、全員におしぼりをサービス。そのうえで疲れが取れない男性乗客（寺岡含む）に沿線のメンズサウナを紹介。
彼女が紹介するメンズサウナは24時間営業で宿代わりにする人も多いという。寺岡はサウナ体験と取材をしたが、実はこのサウナは彼女と提携していて、彼女が配るおしぼりはこちらのタオルで、サウナ側が毎日洗濯している（おしぼりはサウナと終電ちゃんのサービスと宣伝を兼ねているらしい）。

#### 第8巻

##### 北陸3
ほくほく線の終電ちゃん
#49から登場。
ほくほく線 を担当。来日した外国人のようなしゃべり方をする。

##### 奥羽2
只見線の終電ちゃん
#49から登場。
只見線 を担当。魔法使いのようなコスプレをしている。ロックやラップ音楽で使う掛け声が好き。

##### 東海3（名鉄）
名鉄の終電ちゃん
#51から登場。
名古屋鉄道（名鉄）で乗り入れの多い名鉄名古屋駅（旧・新名古屋駅） で活動する五人組。「知多新線」「西尾線」「空港線」「河和線」（各々、桃・緑・黄・青）そしてリーダーの「名古屋本線」（赤）で「終電戦隊カエレンジャー」を名乗る。名鉄百貨店のナナちゃん人形とコラボなど広報活動にも従事。

##### 沖縄
ゆいレールの終電ちゃん
#52から登場。銀髪、浅黒肌、薄着のいでたち。
圭一と雪奈が結婚式を挙げるために来た沖縄で出会ったゆいレールの終電ちゃん。
台風による飛行機の欠航が影響して、挙式会場がとれない圭一と雪奈のために、ゆいレールを会場に提供した。

##### 関西4
京阪線の終電ちゃん
#54から登場。
着物を着ている京阪電気鉄道・京阪本線の終電ちゃん。
彼女の沿線であるひらかたパークで環状線・彼女を幹事に（環状線が）尊敬する「姉御」中央線たち南関の終電ちゃんを招待し、「東西終電ちゃん勉強会」と名付けたパーティーを開催した。

#### 第9巻

##### 南関11
総武線姉妹
#56から登場。快速と各駅停車の双子で、佐世保の終電ちゃん双子に似ている。中央線131歳の誕生日に日本酒をプレゼント。

##### その他
札沼線の終電ちゃん
#57から登場。マタニティブルーでイラつく雪奈とそれを心配する圭一を見て、札沼線に乗ることを進めた。

### 鉄道職員
中央線などの終電ちゃんにかかわる鉄道員。
安川 宗介（やすかわ そうすけ）
ベテラン運転士。ダイヤの厳守を第一に考える。よしこの教育指導係を担当。ただし、よしこから「師匠」と呼ばれるのは少し恥ずかしい模様（よしこが独り立ちしたら、その呼び方を止めてもらおうとしたが、よしこから「一生涯師匠です」と言われてしまう）。
中央線（の終電ちゃん）と意見の相違で衝突するが、立場の違いからでお互いを理解している。
吉本よしこ（よしもと よしこ）
女性運転士。自分の仕事には自信が持てずにいる。以前に中央線の車掌を務めていたこともあり、中央線（の終電ちゃん）とは知り合い。見習い運転士として初登場した際には、顔を伏せていたにも関わらず声で（よしこと）気付かれていた。見習い運転士時には（プライベートでの友人との会話でも）宗介のことを師匠と呼んでいる。お人好しで、困っている乗客を見過ごせず、運転席を空けてしまうこともしばしば。
動力車操縦者運転免許取得以降は、中央線の最終列車の運転士を務める描写が多い。
今の職業を目指したのは、修学旅行中に母の急病で切り上げ帰京することになり、東海道新幹線の終電ちゃんと運転士にフォローされたことがきっかけであった。東海道新幹線が別会社の運行であることは、JR東日本に就職してから知った。
すぐるの引退で武蔵野線へ転属をすることにし、中央線と別れた。
武蔵野線とバディを組むが、彼女のギャンブル癖に困惑している。その後、武蔵野線のフォローもあって新幹線運転士になる。
水口俊助（みずぐち しゅんすけ）
新宿駅駅長。
駅員に成りたてのころから中央線（の終電ちゃん）を知っており、特にクリスマス時期における中央線の苦悩を理解している。また、宗介とは同期で、駅員時代からの彼を知っている。
7巻で名字が判明した。
三江線運転士（さんこうせんうんてんし）
廃止された三江線を運転していた若手の男性。
彼の母はおはぎを息子・三江線・乗客にふるまうなど、三江線を愛している。宇都井駅で乗り遅れそうになった彼女を三江線が背負って列車に乗せている。また、運転免許を持っていて最終列車にあふれた客を車で送迎した。
関すぐる
よし子の先輩運転士。#36で引退する。
よし子は彼の引退で空きができた武蔵野線への配属を希望、中央線に困惑されるが結局は「彼女の成長につながるならと…」と受け入れられる。
田島保（たじま たもつ）
#42から登場した、新宿駅の新人駅員。駅前で終電近くまで野外バイオリン演奏をしているミユキを気にかけて「終電」を知らせていた。
ミユキが帰郷する事に成り、彼の計らいで終電コンサートをすることになった。
川崎浩（かわさきひろし）
#58に登場。運転士としてはよし子の後輩で、中央線の運転士をしている。新幹線運転士を目指しているので、よし子にあこがれていて中央線を介してよし子に相談。中央線曰く「浩はあがり症で困っている」とのこと。
掛川（かけがわ）
#58などに登場。よし子にとってあこがれの新幹線運転士。乗り物好きが高じてJR東海に入社して東海道新幹線を運転していた。結婚後、運転士はやめて東京駅で清掃員の統括部長をしている。実は武蔵野線沿線で生まれ育ちなので、よくよし子のことは目にしていた。

### 乗客
終電に乗り込み、終電ちゃんが面倒を見ている人々。

#### 第1巻（乗客）
京子（きょうこ）
#0に登場。
彼氏に振られて酔っぱらい、中央線に抱きついて泣き出した女性。高校時代に男と付き合い、警察に補導されて男に逃げられ、母・吉江（よしえ）に逆上した過去がある。その後、快速運転で実家の甲府へ帰省した。
山口 進太郎（やまぐち しんたろう）
#1に登場。
酔っ払った会社の上司・飯田 謙介（いいだ けんすけ）を介抱した男性。
小池 和歌子（こいけ わかこ）
#2に登場。
寿退社で飲み過ぎて酔っ払った女性。車内に婚約指輪を置き忘れ、中央線から山手線に指輪を手渡すように頼まれ、和歌子の元に手渡された。
山下 圭一（やました けいいち）
#6から登場。
いつも残業している若手サラリーマン。雪奈に好意を抱いている。コンピューターのクレーム対応のため、大阪へ出張へ出向いたことがある。新潟出張で雪奈と出会す。スキーが得意。
同じ部署の男性同僚からはぞんざいな扱いを受けていたが、#39では主任に昇進していて一目を置かれるようになった。その反面、雪奈とはすれ違うようになったが、終電ちゃんたちの忠告からプロポーズする。
沖縄での台風トラブルや雪奈のマタニティーブルーも終電ちゃんの助けにより、克服している。
横山 雪奈（よこやま ゆきな）
#6から登場。
いつも残業しているOL。数字が苦手。圭一が手伝ってくれたのを機に次第に好意を抱くようになる。実家は新潟で、スキー場で圭一と出くわす。
主任に昇進した圭一とすれ違うようになったが、彼と一緒になる決意をする。
沖縄の台風トラブルを除けば順調と思っていたが、妊娠後にマタニティーブルーとなり圭一にイラついていたが、札沼線の役目縮小（一部廃止）という悲哀を知り立ち直る。

隆（たかし）
#7に登場。
中央線で通勤するサラリーマン。小田急線に乗り、小田急線の終電ちゃんと出会う。小学生のころ、家族とロマンスカーで箱根に出掛けたことがある。
好きな飲み物は箱根旅行の時に飲んでいたレモンスカッシュ。

#### 第2巻（乗客）
勝（まさる）
#8に登場。
少年時代（1960年ごろ）に電車の屋根の上に乗った過去を持つ。大雨の中、落雷が発生し、中央線に助けられた。中央線に桜の栞を渡して数年後、中央線と再会して栞を返された。孫に悠真（ゆうま）がいる。
山中（やまなか）
#11に登場。
大阪から東京へ単身赴任しているサラリーマン。東海道新幹線で圭一と出会う。週に一度家族と会うのが楽しみ。息子に風太（ふうた）がいる。
#29の京成キッズフェスタでは、妻や風太と出かけたときに圭一と再会（圭一は彼の甥の付き合いで雪奈と三人連れであった）。また、風太の帽子を取材していた寺岡が拾って渡した。
寺岡 和也（てらおか かずや）
#12から登場。
終電ちゃんを密着取材する週刊誌『ゲンダイ』のフリーライター。
ラーメン屋の屋台で山手線と出会したことがある。長崎へちゃんぽんの取材へ出向いたことがある。
それ以来、ご当地飲食物と終電ちゃんの取材を並行して行うようになり、その度に松田と熾烈な取材合戦をする。
その反面、松田の後輩・香取とは友好的であり、香取が取材で困っていると助け船を出している。
山手線ラーメンの店主
#12、38に登場。
寺岡が取材の本命を山手線（の終電ちゃん）から彼に変更したため、繁盛するようになり屋台をやめて山手線内に10店舗を営む。
久しぶりに山手線の終電に乗るが、山手線（の終電ちゃん）は乗客対応に追われていて、屋台をやめた彼に挨拶する余裕もなかった。
山手線は乗客やほかの乗り継ぎ相手の終電ちゃん（特に京浜東北線）ともめていたのを宥めるが、いつももめる中央線が肩をもったのを見て態度を軟化させていつもの彼女に戻ったのを見て安心する。
山手線の来店待ちを期待するため屋台を再開すると、山手線が再び来店した。
真紀（まき）
#13に登場。
毎年花火大会で着物を着て乗車する。よく転倒する。
#21では、就職したての新人として同期社員の佳菜恵と登場。中央線とともに早くも五月病に陥った順平の相談に乗り、彼の退職を思いとどまらせた。
#35では会社の先輩女性二人に加えて同期の佳菜恵を誘い、京急線の旅をするが夢中で終電近くなり佳菜恵とともに（京急線たち）終電ちゃんの世話になった。そんな中、意外にも佳菜恵の連係プレイに驚いた。
#49では一人で新潟へロックフェスティバルに来客、上越線や川口と友達になった。#59では同僚の佳菜恵が恋愛のことで落ち込んでいて、中央線に相談する。

#### 第3巻（乗客）
北野 弥生（きたの やよい）
#16に登場。
予備校に通う女子高生。かつてバレーボール部に入部していたが、靭帯損傷のため挫折した。
三喜男（みきお）
#18に登場。
買い物したものを置き忘れそうになったところを、（中央線の）終電ちゃんに小田急新宿駅まで届けたてもらっている。
松田悠（まつだ ゆう）
#19に登場。
週刊誌の記者。寺岡のライバル。
広島で寺岡を出し抜いて広島電鉄の終電ちゃん取材を果たすが、運転士の取材をしくじり、事実上引き分けとなる。
所属する「サタデー」が売り上げトップクラスであることを鼻にかけていて、それを威として寺岡に対抗心を燃やす。
後輩・香取に対しては愛あるがゆえにどうしても厳しく接してしまう。香取が連載ピンチのため、寺岡に 相談・連携をとったことは感心している。
悠真（ゆうま）
JTB時刻表2016年12月号（1091号）の乗り入れ企画として、掲載された「特別出張編〜終電ちゃんと時刻表」に登場。
時刻表では「悠馬」と表記されていた。
母が出産で東京へ里帰りとはわからず、さびしくなって父といる福島から一人で上京して来た子供。母のいるであろう西八王子へ向かうため、中央線の終電に乗り込み、中央線（の終電ちゃん）と出会う。
中央線は一人で終電に乗った彼が心配になり、他の乗客に質問攻めや絡まれることが無いようにフォローする（彼はうっかり彼女を「お母さん」と呼んでしまったことがあり、他の乗客に「お母さんみたい」と揶揄されて、困惑された）。
彼の持っている時刻表から中央線は同僚に親元を調べてもらい、西八王子で彼を下車させつつ母と（母方の）祖母に迎えに来てもらうことにした。
父方の祖父は、同じ中央線（の終電ちゃん）の世話になった勝らしい。

#### 第4巻（乗客）
堂島順平（どうじま じゅんぺい）
#21に登場。
新卒社会人だが、入社早々五月病にかかってしまうが、（中央線の）終電ちゃんの「毎日違うことがおきているから、私にはマンネリという概念がない」という発言と、さらに同じく新卒社会人の真紀・佳菜恵と終電ちゃんの話を聞いている内に会社に残ることにした。
彼の就職先の先輩は圭一である。#39では相変わらず圭一にフォローされるが、職場にはなじんだようである。
第8巻、#51で名字が判明。出張で名鉄の終電戦隊に出会う。
佳菜恵（かなえ）
#21から登場。真紀とは同期入社した会社の同僚。真紀、中央線とともに順平の相談に乗った。
#34にも登場。活発的な真紀とは違い、会社では引っ込み思案なところがある。
そんな彼女を真紀は先輩とともにデートに誘われ、一緒に（京急線などの）終電ちゃんの世話になるが、真紀に対して連係プレイを見せるなど隠れた部分が露見された。
#59では付き合ってまだ3か月の彼氏・正樹と結婚したいと真紀に告げる。
リエ
#22に登場した国際カップルの花嫁。
ジャックの祖国・オーストラリアへ嫁ぐことにしたが、運悪く京成電鉄の有料特急は二人分採れず、スカイライナーとイブニングライナーの終電ちゃんに助けられて、無事に成田空港へ到着した。
ジャックの祖国へ向かうことに関して、最初はたじろいでいたようであったが、ジャックに背中を押されて彼の親元であるオーストラリアへ嫁ぐ決心をつけた。
ジャック
#22に登場した国際カップルの新郎。彼の両親・兄弟は賑やかな家族らしい。
フレンドリーな性格で終電ちゃんたちとも意気投合、彼女たちや駅員を「兄弟」と呼ぶ。
リエとともに親元のオーストラリアへ移住するのだが、前述通り京成電鉄の有料特急は一人分しか取れず、その切符をリエに渡して後から追いかけて成田へ向かおうとする。その後、スカイライナーとイブニングライナーの終電ちゃんに助けられ、リエと成田空港で再会する。
中沼和人（なかぬま かずと）
#25に登場。
システムエンジニアの仕事をしているが、重度のワーカホリック患者。
中央線の終電ちゃんと会うのは久し振りであるのは、終電の時間に帰れることが少なく会社で泊まり込みのことが多いからである。
同僚で先輩の水野（みずの）も同じ患者で、食べ物を買う時間が無く会社の冷蔵庫にあったバターで済ませようとしたらしい。
空元気な彼を見て学生時代を知る中央線は逆に心配し、その日は強引に仕事を打ち切らせた。

#### 第5巻（乗客）
魚津政道（うおつ まさみち）
#28に登場。
クラシック好きでよくウォークマンをつけて聞いていては、中央線に「電車に遅れるな！」とよく注意された。同じくウォークマンでロックを聴いていた旧友の上部友広（うわべ ともひろ）と再会、友広が設立した会社・上部サウンドに誘われてイヤホン開発をするが、試作品をめぐって衝突して上部サウンドを去り、魚津音響を設立。だが、彼は中央線から「友広がお前のイヤホンを高く評価していた」ことを聞かされ、感涙した。
太田みのる
#32に登場。某レコード会社の敏腕プロデューサー。
京王線をデビューさせようとするが、乗客を優先させたい彼女に断られている。その後もあきらめきれず、妹の新線を担ぎ上げて「姉妹でのデビュー」をたくらもうとする。
江角幸広（えすみ ゆきひろ）
#33に登場。
妻子とともに東京に住むが、廃止された三江線沿線に故郷を持つ。
三江線記念スタンプを押した時刻表を落として困惑、三江線が探していたところ江津駅で発見されて彼のもとに届けられた。

#### 第6巻（乗客）
香取帆立（かとり ほたて）
#35に登場。ゴシップ雑誌「サタデー」所属の新人記者で、松田の後輩にあたる。
松田に従い取材するが、松田のライバルである寺岡に憧れていて、寺岡とは名刺交換をした。
名刺交換の際、カメラをお互い持ち間違えて取材再開してしまい、二人が各々乗車した路線の終電ちゃんによる協力で合流した。彼女はお礼にと寺岡を自分が取材した路線の終電ちゃんを案内した。
特別編「京王新線の終電ちゃん」では、寺岡が京王新線に紹介されたメンズサウナで対面、女性ということで取材しにくい彼女に寺岡が写真を渡したところ、お礼にとバイクで送っている。寺岡はライバル紙とはいえ、うだつの上がらない彼女に親切であるが、このことは二人だけの内緒という協定を結んでいる（特に松田に対しては内緒）。
寺岡に助けられることが多いが、とさでん（の終電ちゃん）と酒勝負で酔いつぶれた寺岡の仇討ちで、とさでんと互角に勝負できるほどの酒豪である。
寺岡（・松田）との連携で両誌掲載という形で中央線取材が実現。寺岡とまた仕事がやりたいと外国終電ちゃん（モンゴルなど）のラブコールを打診。
高岡仁・真琴夫婦
#37に登場。仁はかつて大阪環状線が蒸発して飛び乗った貨物列車の運転手だった。愛煙家であるが、お菓子が好きでいつも運転台に常備、環状線に食べさせたことがあった。
環状線が1975年、万博による乗客対応に疲労困憊し、そのために阪急三姉妹（の終電ちゃん）と衝突してしまい、蒸発。乗った貨物列車の運転をしていた仁の手伝いをした。
東京到着後、環状線は仁の文通相手であった真琴を探すことにして、出会った中央線が「乗客の名前はすべて記憶している」のに目をつけて、中央線の乗客対応に協力。すると、環状線の持っていた手紙を偶然乗車していた真琴が見つけ、これがきっかけとなって仁と結婚（環状線、中央線が出会った終電乗車中の真琴は父・康と一緒で、康は環状線に起こされた）。
仁と真琴は仲人的存在でもある環状線に結婚45年の感謝として手作りと市販のお菓子とともに手紙を送っている。

#### 第7巻（乗客）
ミユキ
保が毎回、終電を知らせた駅前野外バイオリニスト。
彼女が保に話したことによると「プロのバイオリニストを目指し、音楽大学を出た後は路上演奏で腕試しをしていた、100人のお客さんの前で演奏するのが目標であった」とあったが、夢破れて故郷の秋田へ帰る事になった。
帰郷前に、彼女の気持ちを知った保が中央線にお願いして「終電コンサート」を黙認させた。
慎太朗
両親が離婚していて、父と高崎で暮らしている。母のいる東京へ月一で通う形をとっていて、どうしても帰りは高崎線の終電に乗り込むことになってしまう。乗り合わせた就職浪人のお姉さん（彼女も高崎在住）からお菓子とココアをもらい、寂しさを紛らわせた。
中川母娘
母はおおさか東線の常連乗客で、終電ちゃんとは同じく本好きで仲良し。娘は久宝寺駅で出迎える。
娘と大和路線から母がいないことを知ったおおさか東線は、母が乗ってであろう放出に移動し、母の貸してくれた本から居場所を特定。実はなじみの古書店に寄り道したら、店主が風邪で寝込んでしまい看病していたとの事であった。

#### 第8巻（乗客）
美咲
赤ちゃん連れの乗客。
夫が半年間、東南アジアで赴任することになり、来栖が生まれたばかりなので日本に残り、夜間保育園に預ける日常のため、中央線（の終電ちゃん）や乗客に面倒みられることになる。
来栖は面倒を見てくれる中央線を「しゅーでんたん」と呼んだ。
しばらくして夫と相談した結果、夫が帰国出来て夜間は来栖の面倒を見られるようになり、終電を卒業した。
竜二
中学時代（亡父の危篤だった）以来、妊娠中の妻・麻衣のいる病院へかけつけるため、二度目の乗車。
結婚以来、母と麻衣が料理の事で衝突していたが、麻衣の妊娠を機会に和解する。
幸太が生まれた後、三度目の終電乗車をするがそれは母が入院したときであった。
中央線曰く、「彼の終電乗車は人生の節目位だろう」。

#### 第9巻（乗客）
貴明
中央線131歳誕生日、終電に乗り遅れそうになり駆け込み乗車。

### その他の登場人物
上記登場人物に関連する人々など。
森本（もりもと）
#12から登場。寺岡の上司にあたる（週刊誌「ゲンダイ」の）編集長。
寺岡に終電ちゃんと丸抱えでのグルメ取材をさせている。
「サタデー」編集長（ぼうしへんしゅうちょう）
#19から登場。寺岡、森本の所属する雑誌のライバルにあたる出版社で編集長を務める。
所轄はゴシップ週刊誌「サタデー」。週刊誌の売り上げではゲンダイを抜いてトップクラスに入る。
寺岡のライバル・松田の上司だが、寺岡の実力を認めており引き抜こうとしている。
根本（ねもと）
#30から登場。圭一、雪奈の勤務するF商事の同僚女性。眼鏡をかけている。
圭一にアプローチをかけるが、失敗する。
川口（かわぐち）
#30から登場。雪奈の故郷・新潟での学生時代の旧友。同窓会で再会して雪奈に恋するがふられてしまう。
#49では、上越線が彼と真紀をくっつけさせようとするが、失敗に終わる。
ついったーさん
「終電ちゃん」×「ついったーさん」コラボ企画として、週刊モーニング22･23号（2017年）と第4巻収録の合作4コマに登場。Twitterを擬人化した女の子。
中央線がスマートフォンで電話しようとして、間違えてSNSアプリを開いたため（機械オンチ）、彼女が登場する。
正樹（まさき）
#59に登場。佳菜恵が結婚前提で付き合う彼氏。中央線の終電ちゃんは裏の事情を知っているらしい。
牛蒡亭田楽（ごぼうてい でんがく）
#55に登場。寺岡が新駅「高輪ゲートウェイ」駅前の「山手線ラーメン」屋台で出会った落語家。
その土地にちなんだ「芝浜」をしているが、うまくいかない。話の筋に似ている寺岡をモデルにして挑戦する。

宗像源蔵（むなかた げんぞう）
#60に登場。サタデー初代編集長、つまり松田や香取の大先輩にあたる。
1968年の夏、（許可を得たうえで）中央線を取材していたが、そのせいで中央線が目立つことになり、寺岡が交渉するまで拒否することになった。

## 書誌情報
- 藤本正二 『終電ちゃん』 講談社〈モーニングKC〉、全9巻
  1. 2016年3月23日発売[2]、ISBN 978-4-06-388580-4
  2. 2016年9月23日発売[30]、ISBN 978-4-06-388658-0
  3. 2017年4月21日発売[31]、ISBN 978-4-06-388705-1
  4. 2017年10月23日発売[32]、ISBN 978-4-06-510290-9
  5. 2018年5月23日発売[33]、ISBN 978-4-06-511391-2
  6. 2019年1月23日発売[34]、ISBN 978-4-06-514290-5
  7. 2019年6月21日発売[35]、ISBN 978-4-06-516019-0
  8. 2020年3月23日発売[36]、ISBN 978-4-06-518153-9
  9. 2020年11月20日発売[37]、ISBN 978-4-06-520168-8